# 迭里彌實
迭里彌實，字子初，元朝回回人，正式說是阿兒渾人。他的名稱正寫是德爾維希。因為忠於元朝而被收錄於《元史》中，與陳友定、柏帖木兒並稱「閩三忠」。
迭里彌實是大都路治中满速儿之孙，安庆路治中马哈麻之子。迭里彌實因為侍奉母親，不忍離開母親，一直到四十歲都還不出仕為官。年老後，出仕為官，初充宿卫，担任行宣政院崇教，元顺帝至正二十三年（1363年），任新州（今广东新兴县）达鲁花赤。曾参与镇压当地民变。至正二十五至二十七年，幾次升官後到漳州任達魯花赤，有政绩。
後來，明朝軍隊攻打下福州之後，興化、泉州都投降於明軍，迭里彌實聽到消息之後說：「吾不材，位三品，國恩厚矣，其何以報乎！報國恩者，有死而已。」（我沒什麼才能，卻位居三品高位，國家的恩情這麼大，我要怎麼報答呢？能夠報答國恩的，也只有一死而已。）當明軍招降的使者到達時，迭里彌實穿著公服，到官廳，先把印、文用斧頭砍壞，在手寫「大元臣子」幾個大字，端坐在座位上，用佩刀割喉自殺。死了以後，他還拿著刀，按著膝蓋，坐在座位上。漳州民眾在庭中哭泣，收殮他的屍體，葬在東門外。

## 延伸阅读
[在维基数据编辑]
 《元史·卷196》，出自宋濂《元史》